# コーンフレーク作戦

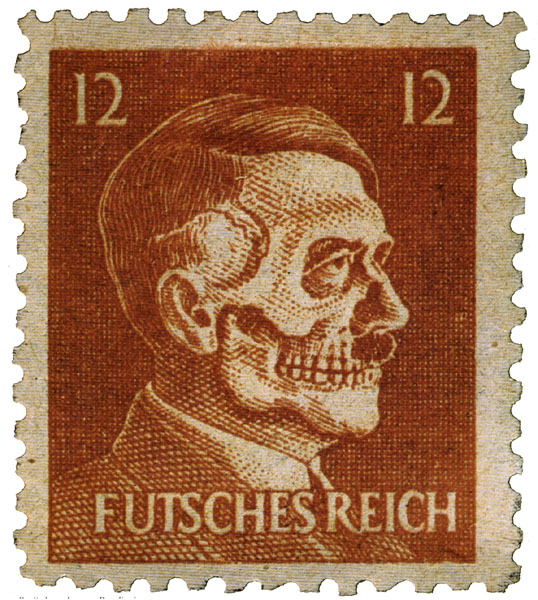
作戦で用いられた偽切手。「デスヘッド」の通称で知られるパターン

コーンフレーク作戦（Operation Cornflakes）は、第二次世界大戦中にアメリカ合衆国の秘密活動部局、戦略諜報局（OSS）が実施した戦意操作工作（Morale Operation, MO）である。ナチス・ドイツの郵政当局（帝国郵便）を騙し、反ナチプロパガンダを混入した郵便物を意図せず配達させ、以てドイツの市井に流布することを目的とした。
本作戦は、郵便貨車への爆撃後、専用の航空機によって偽の手紙（適切な宛先が書かれていた）を詰めた郵便袋を付近に投下するという方法で実施された。これにより、郵便物の回収のため爆撃跡に派遣された郵政当局者が、偽の手紙も気づかずまとめて回収していき、そのまま各地に配達されることが期待された。

## 背景
戦略諜報局（OSS）は、海外情報局（Foreign Information Service, FIS）の一部、またフランクリン・ルーズベルト大統領の大統領令9128号（Executive order 9128）に基づき分割された情報調査局（COI）の一部を母体とする。組織としては分割後のCOIの一部が改称されたもので、統合参謀本部の隷下に置かれ、他の軍種（military branch）と同等の地位・能力が付与されていた。作戦の最重要目標は、イギリスのMI6が空軍と協働で行っていた心理作戦（Psychological Operation, PSYOP）の手法を、より大きなスケールで実施し、ドイツ市民の士気を乱すことであった。また、以前にハンガリーでOSSが実施した同種工作のパターンも踏襲することで、より複雑な作戦としてコーンフレーク作戦の立案が行われたのである。プロパガンダをドイツ帝国郵便によってドイツ市民のもとへと流布するというアイデアは、総統アドルフ・ヒトラーへの支持を低下させる理想的な方法であろうと考えられていた。

## 作戦の実施

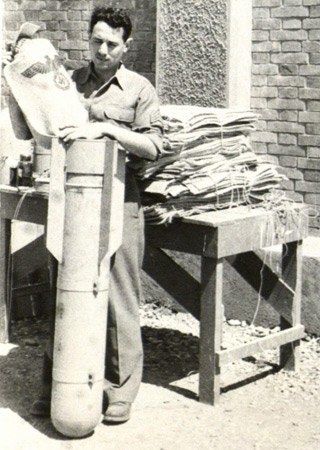
偽の郵便袋を投下用の爆弾に収める様子

コーンフレーク作戦は、ドイツ人捕虜の中から郵便局員として働いた経験のあるものをかき集めるところから始まった。彼らはOSSの担当者に郵便物の収集、仕分け、消印、配達などに関する情報を提供すると、引き換えにより良い食事を受け取ることができた。1944年にはフランス解放への注力が重視されたため、OSSによる直接的なドイツ本土への潜入は行われなかったが、大戦末期には少数ながら工作員の派遣が試みられた例も知られている。しかし、作戦に用いた情報の大部分は、近隣の中立国に設置された前哨基地の報告から得られたものである。得られた情報を手がかりに、OSSはドイツからの亡命者らと協力し、電話帳を調べてドイツ国内に在住する市民200万人以上の住所を無作為に選び出し、それらに宛てて偽の手紙を書いた。ローマに駐在するOSS部隊によれば、週に15,000通分以上の封筒の偽造を行ったという。これらの手紙では、家族に起きた出来事や、架空の人物に関する噂話などが話題とされていた。ありふれた国内郵便は、仕事に関する郵便物などと比べて検閲の対象となり辛いと想定されたためである。偽装郵便物はローマで作成され、周辺の各都市で仕上げが施された。封筒はシエーナで宛先を記入された後に閉じられ、ローマで偽の郵便袋に収められ、最終的にバーリにて「配達」を待つことになっていた。
ドイツ市民の士気にさらなる動揺をもたらすことを期待して、OSSはMI6がかつて同種作戦で行ったように贋作画家を招き偽切手を作成した。MI6の偽切手ではヒトラーの不信を煽る目的でハインリヒ・ヒムラーSS長官の図柄を採用したが、OSSではドイツで一般的だったヒトラーの図柄を元にした。ある偽切手ではヒトラーの肖像に髑髏が重ねられ、「Deutsches Reich」（ドイツ帝国）の文字は「Futsches Reich」（瓦礫の帝国）に置き換えられている。このパターンの偽切手はデスヘッド（Death Head）と通称され、大抵は反体制的な宣伝を含んだ手紙と共に封筒に収められていた。偽の手紙を収める郵便袋は、帝国郵便が実際に使用していたものを参考にOSSで複製されたものであった。偽の郵便袋は素材まで正確に再現されており、本物と並べても見分けがつかないほどであった。
偽の郵便袋は専用爆弾に格納され、爆撃された鉄道（郵便貨車であることが望ましい）のそばに投下され、本物の手紙に紛れてドイツ各地に配達されることが期待された。しかし、1944年8月に帝国郵便が国内配達向けの郵便料金計器を入れ替え、それ以前に書かれた手紙は無視されるようになっていたため、OSSによるこれまでの準備は大部分が無意味なものとなった。

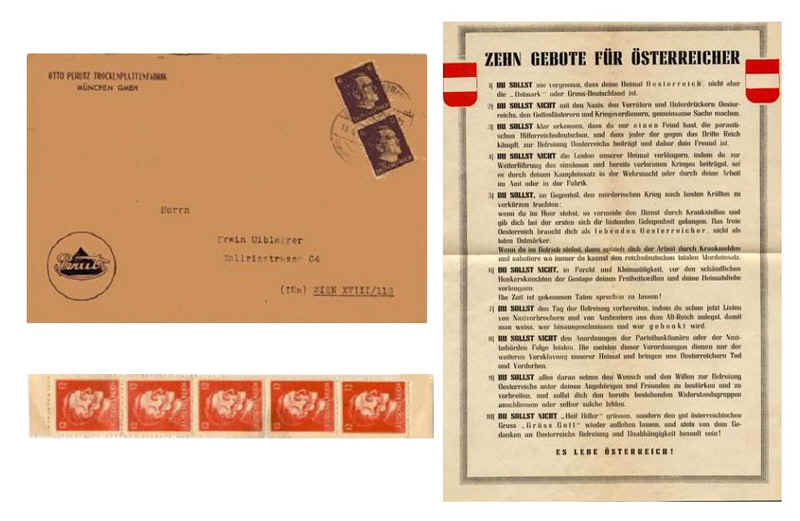
オーストリアに送られた偽造郵便物。封筒には伝単と共に「デスヘッド」パターンの切手が収められていた

その後、OSSでは料金別納郵便のコピーを入手し、新たな偽装郵便物および反体制プロパガンダの作成に着手した。しかし、9月には別の問題が浮上した。ドイツ国内の権力闘争の影響で、帝国郵便の国内配達が遅延しているという報告が成されたのである。『ダス・ノイエ・ドイッチュラント』（Das Neue Deutschland）は、本物のドイツの新聞には書かれないような記事ばかりが掲載された1面新聞を模した伝単であり、他の偽郵便とともに第15空軍に託されていた。第15空軍と戦闘機分遣隊が、郵便貨車への爆撃およびコーンフレーク、すなわち偽造郵便物の投下を担当することとされた。コーンフレーク作戦における最初の投下は、1945年1月5日に実施された。リンツ行の郵便貨車が爆撃され、およそ3,800通の偽造郵便物を収めた郵便袋が傍らに投下された。この偽造郵便物は郵政当局によって回収され、ドイツ各地へと配達された。1944年から1945年の間に20件の投下が実施され、成功率は50%と報告された。第15空軍は320個以上の郵便袋を受け取っていた。

## その後
OSSおよびローマの作戦班が見落としていたことの1つは、ドイツでは戦争の影響で各自治体による公共サービスの大部分、少なからぬ場合においては郵便業務も麻痺していたということである。いくつかの都市では郵便の配達が続いていたが、連合国軍によるドイツ本土爆撃が激化する中、多くの住居が破壊され、何百万人もの人々が家を失い、親族の元への避難などを余儀なくされていた。宛先となる住所が物理的に消滅していた場合、郵便物は大抵そのまま破棄された。また、ドイツ市民の多くは覚えのない差出人からの手紙を受け取った時、とりわけそこに連合国側の宣伝が含まれていた時、愛国心、あるいは恐怖心から、そのまま破棄することが多かった。

## 偽切手

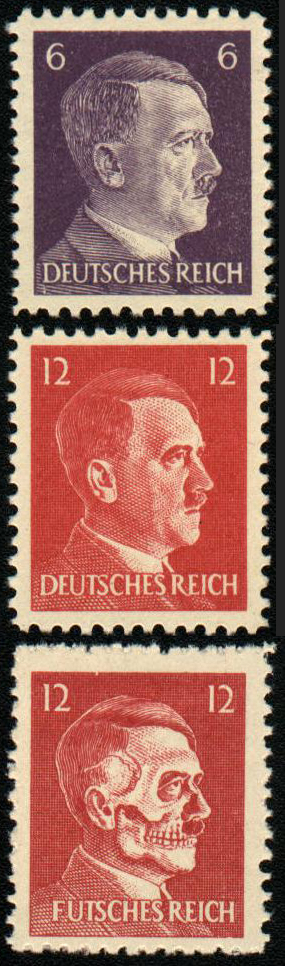
OSSの偽切手。上2つは正確な模倣品で、偽造郵便物の封筒にも貼り付けられた

1941年から終戦まで、イギリスではヒトラーの図柄を用いた額面3、4、6、8ペニヒの偽切手を製造していた。イギリスでは本物の切手製造設備を用いていたので、高品質な材料を揃えられなかったアメリカで製造されたものよりも品質が高かった。アメリカでは、反ナチプロパガンダの一部として封筒に収められる「デスヘッド」パターンの額面12ペニヒ切手の製造に注力していた。なお、OSSでは当時ドイツで使われていたものを正確に模倣したヒトラーの図柄の額面6ペニヒおよび12ペニヒの切手も偽造している。